# Lepismachilis y-signata
Lepismachilis y-signata – gatunek przerzutki z rodziny 	
Machilidae.